# Duillier
Duillier [dɥije] est une commune suisse du canton de Vaud, située dans le district de Nyon.

## Population

### Gentilé
Les habitants de la commune se nomment les Duilliérans.

## Monuments
La commune compte sur son territoire un château et une grange inscrits comme biens culturels suisses d'importance nationale.

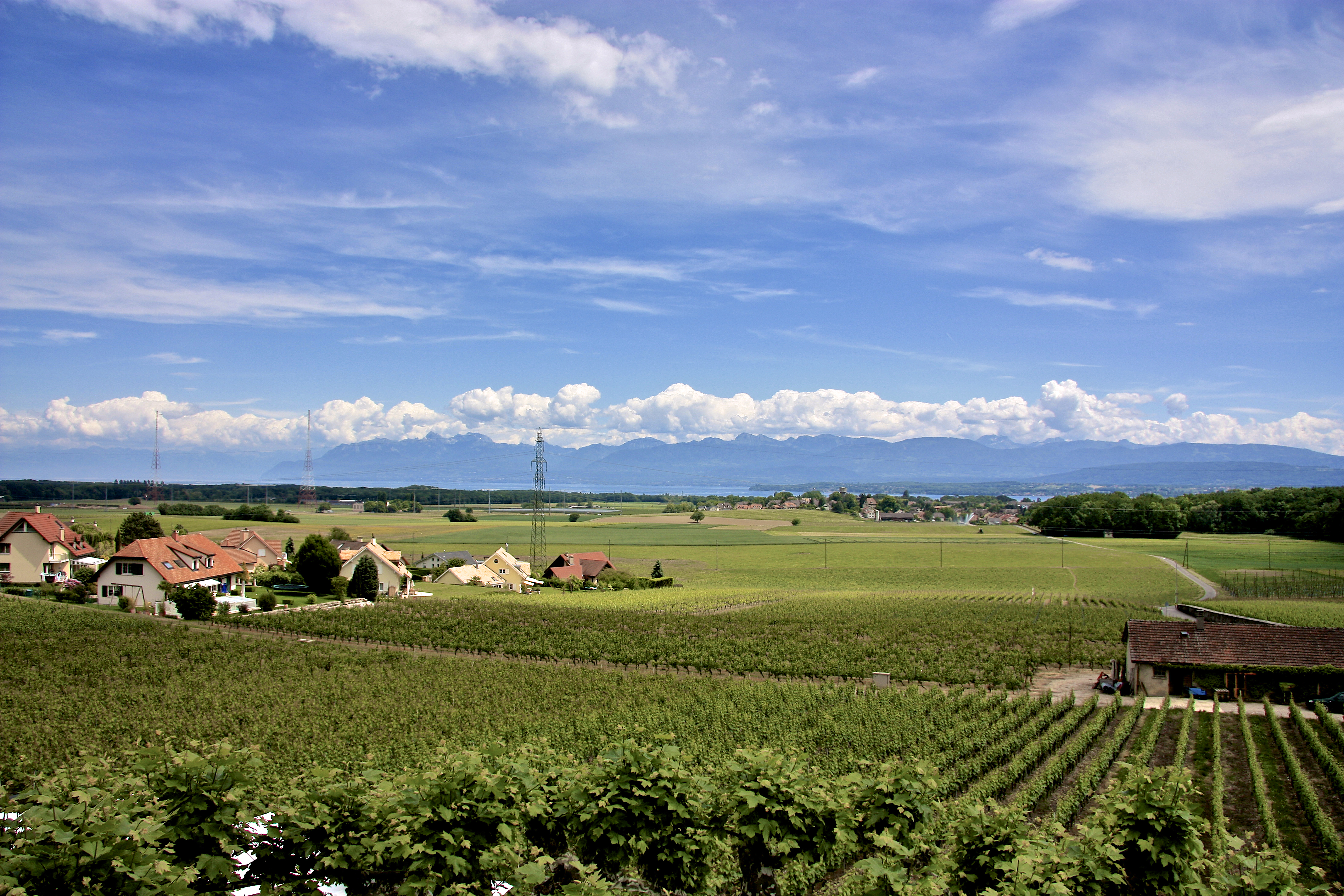
Vue sur le vignoble de Duillier.
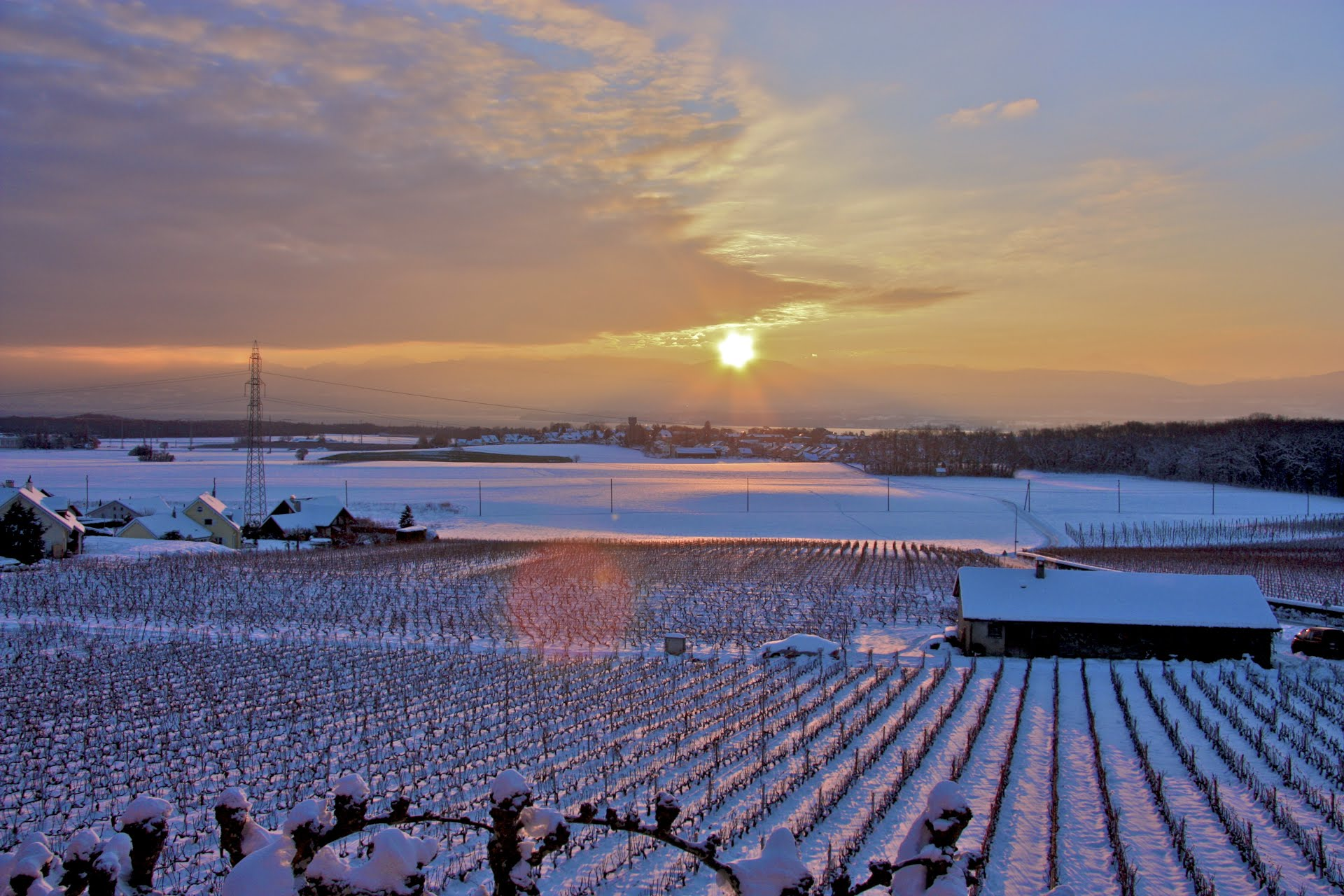
Le vignoble sous la neige.
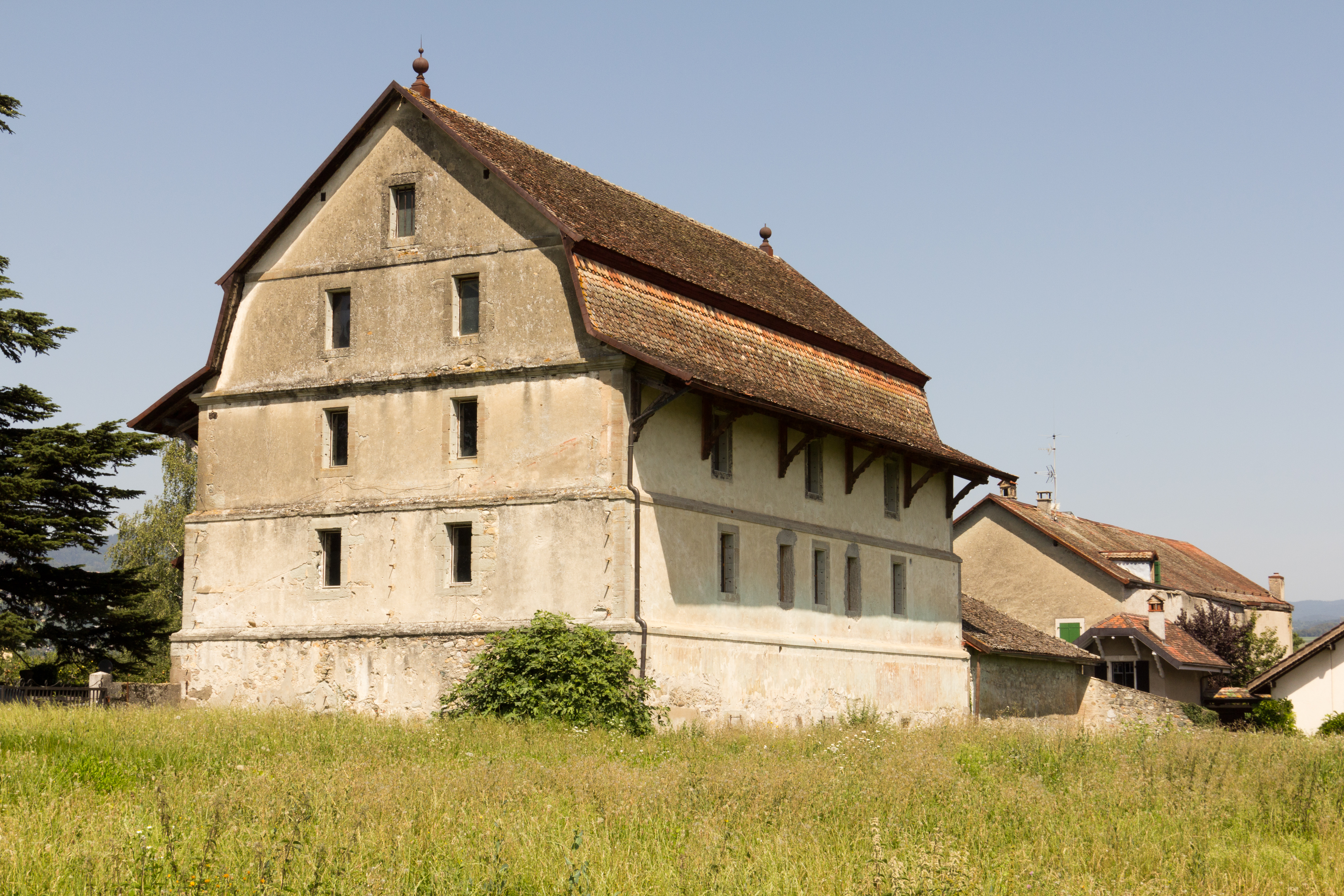
La grange des Dîmes.
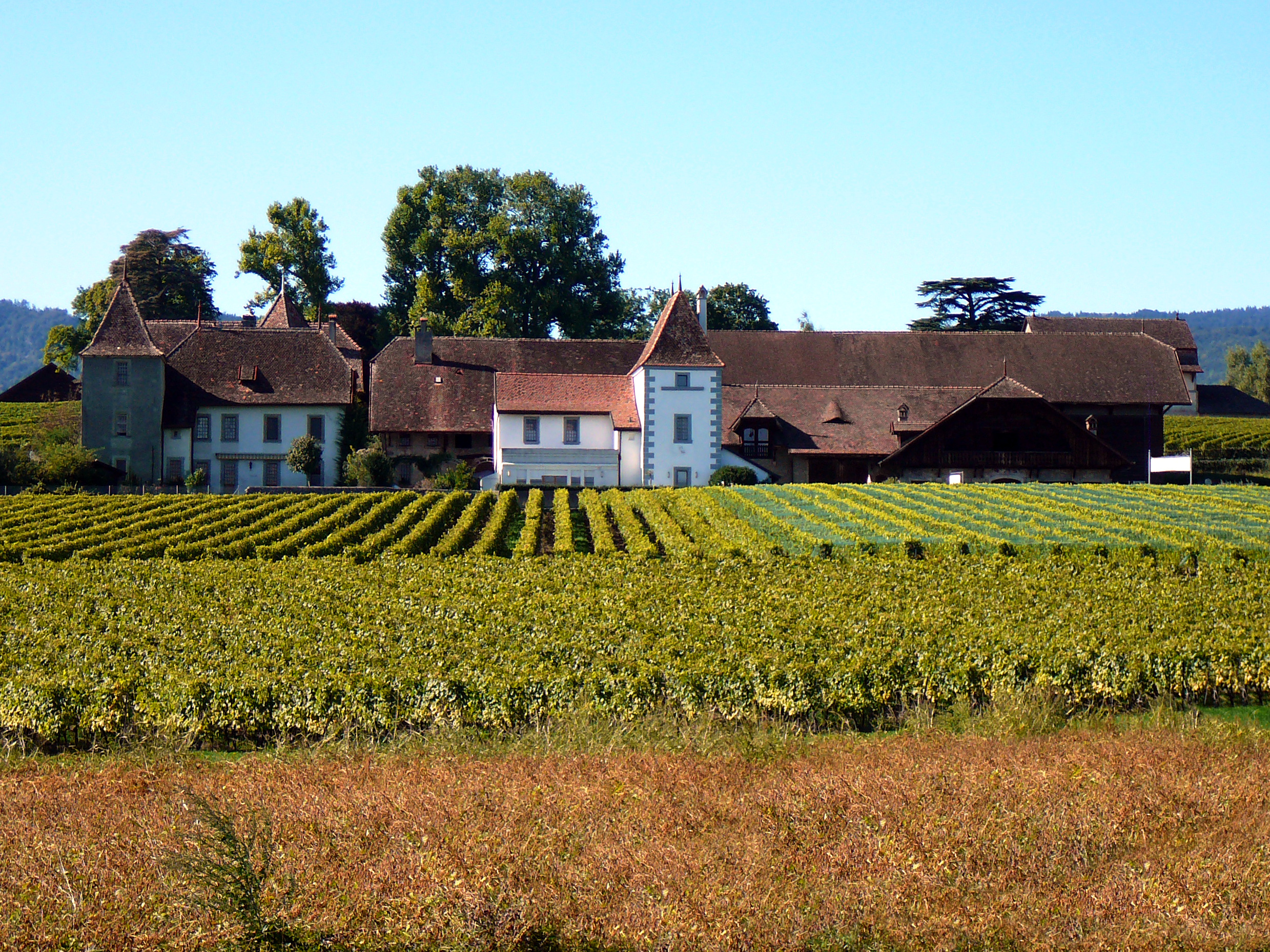
Le château.